# Le Gratteris
Le Gratteris är en kommun i departementet Doubs i regionen Bourgogne-Franche-Comté i östra Frankrike. Kommunen ligger i kantonen Besançon-Sud som tillhör arrondissementet Besançon. År 2022 hade Le Gratteris 163 invånare.

## Befolkningsutveckling
Antalet invånare i kommunen Le Gratteris
Referens:INSEE